# 安德烈娅·斯特凡内斯库
安德烈娅·斯特凡内斯库（羅馬尼亞語：Andreea Ştefănescu，1993年12月13日—），意大利女子艺术体操运动员。她曾代表意大利获得2012年夏季奥运会体操比赛女子团体全能铜牌。